# Lumica
株式會社Lumica（日语：、英語：LUMICA CORPORATION），是一所主營熒光棒等化學發光體產品的生產、販賣業務的企業。其在中國大陸地區運營名稱為「LUMICA樂美加」。

## 主要製品
- 螢光棒（商品名：Lumica Light）[2]
- 釣具用發光體（商品名：Chemi Hotaru）[3]
- LED製品[4][5][6]
- 防犯、防災用簡易螢光棒[7]

## 公司沿革
- 1978年1月 - 創業。
- 1979年2月10日 - 設立日本化學發光株式會社。
- 1981年 - 於福冈县遠賀郡遠賀町開設第一工場。之後直至1985年，在遠賀町開設至第4工場。
- 1985年 - 新本社、研究所於福岡縣古賀市完成建設。
- 1990年 - 於遠賀町完成新工場的建設、整合第1～第4工場的機能。
- 1993年 - 啟用新商標。
- 2001年 - 會社更名為株式會社Lumica。

## 外部連結
- 株式會社Lumica 官方網站 （页面存档备份，存于）
- Lumica 中文官方網站 （页面存档备份，存于）